# Eozapus setchuanus
Il topo saltatore cinese (Eozapus setchuanus Pousargues, 1896) è un roditore della famiglia dei Dipodidi, unica specie del genere Eozapus (Preble, 1899), endemico della Cina.

## Descrizione

### Dimensioni
Roditore di piccole dimensioni, con la lunghezza della testa e del corpo tra 70 e 100 mm, la lunghezza della coda tra 115 e 144 mm, la lunghezza del piede tra 26 e 31 mm, la lunghezza delle orecchie tra 11 e 15 mm e un peso fino a 20 g.

### Caratteristiche craniche e dentarie
Il cranio presenta una regione inter-orbitale modesta, le ossa nasali che si estendono oltre le pre-mascellari e il palato che termina all'altezza degli ultimi molari. I denti masticatori hanno delle cuspidi molto elevate e delle larghe pieghe ondulate. La bolla timpanica è relativamente piccola ma non rigonfia. Gli incisivi superiori sono attraversati da un solco longitudinale. Il terzo molare e il primo premolare superiori sono ridotti.
Sono caratterizzati dalla seguente formula dentaria:

### Aspetto
Le parti dorsali sono fulvo-ocra, con una larga banda dorsale più scura che si estende dalla fronte fino alla base della coda. I fianchi sono bruno-rossastri chiari mentre le parti ventrali sono bianche. Nella sottospecie E.s.setchuanus è presente un'evidente striscia longitudinale marrone larga circa 5 mm lungo l'addome. Le zampe posteriori sono allungate, adattate ad un'andatura saltatoria. La coda è più lunga della testa e del corpo, è finemente ricoperta di peli, scura sopra, bianca sotto e sulla punta.

## Biologia

### Comportamento
È una specie terricola e saltatrice. Preferisce ambienti lungo i corsi d'acqua in foreste fredde.

### Alimentazione
Si nutre di parti vegetali verdi.

## Distribuzione e habitat
Questa specie è endemica della Cina.
Vive nelle steppe, arbusteti e praterie di regioni montane tra i 3.000 e 4.000 metri di altitudine. Talvolta è presente in foreste di abete.

## Tassonomia
Sono state riconosciute 2 sottospecie:
- E.s.setchuanus: Province cinesi del Sichuan occidentale, Yunnan nord-occidentale e Qinghai sud-occidentale;
- E.s.vicinus (Thomas, 1912): Provincie cinesi del Gansu meridionale, Qinghai orientale, Shaanxi meridionale e Ningxia.

## Conservazione
La IUCN Red List, considerato il vasto areale, la popolazione presumibilmente numerosa, la presenza in diverse aree protette e la tolleranza a diversi gradi di modifiche ambientali, classifica E.setchuanus come specie a rischio minimo (Least Concern).